# Robert Brubaker
Robert Brubaker (Robinson, 9 ottobre 1916 – Riverside, 15 aprile 2010) è stato un attore statunitense.
Ha recitato in 23 film dal 1946 al 1973 ed è apparso in oltre 120 produzioni televisive dal 1955 al 1979. È stato accreditato anche con il nome Bob Brubaker.

## Biografia
Robert Brubaker nacque a Robinson, in Illinois, il 9 ottobre 1916.
Interpretò il ruolo di Jim Buck in 16 episodi della serie televisiva Gunsmoke dal 1957 al 1962 (più altri episodi con altri personaggi, tra cui quello di Floyd).
Morì a Riverside, in California, il 15 aprile 2010 e fu seppellito al Forest Lawn Memorial Park di Glendale.

## Filmografia

### Cinema
- Blonde Alibi, regia di Will Jason (1946)
- Corte marziale (The Court-Martial of Billy Mitchell), regia di Otto Preminger (1955)
- Mezzogiorno... di fifa (Pardners), regia di Norman Taurog (1956)
- La ragazza che ho lasciato (The Girl He Left Behind), regia di David Butler (1956)
- Come le foglie al vento (Written on the Wind), regia di Douglas Sirk (1956)
- The Book of Acts Series, regia di Eddie Dew (1957)
- Inno di battaglia (Battle Hymn), regia di Douglas Sirk (1957)
- Le avventure di mister Cory (Mister Cory), regia di Blake Edwards (1957)
- L'uomo dai mille volti (Man of a Thousand Faces), regia di Joseph Pevney (1957)
- L'impareggiabile Godfrey (My Man Godfrey), regia di Henry Koster (1957)
- The Heart Is a Rebel, regia di Dick Ross (1958)
- L'animale femmina (The Female Animal), regia di Harry Keller (1958)
- Dono d'amore (The Gift of Love), regia di Jean Negulesco (1958)
- Bersaglio umano (The Walking Target), regia di Edward L. Cahn (1960)
- Un tipo lunatico (Moon Pilot), regia di James Neilson (1962)
- Sette giorni a maggio (Seven Days in May), regia di John Frankenheimer (1964)
- Tamburi ad ovest (Apache Rifles), regia di William Witney (1964)
- Mirage, regia di Edward Dmytryk (1965)
- Operazione diabolica (Seconds), regia di John Frankenheimer (1966)
- 40 fucili al Passo Apache (40 Guns to Apache Pass), regia di William Witney (1967)
- Airport, regia di George Seaton (1970)
- The Bus Is Coming, regia di Wendell Franklin (1971)
- La stangata (The Sting), regia di George Roy Hill (1973)

### Televisione
- A Story About Henry Ford, regia di Albert McCleery – film TV (1955)
- Soldier's Bride, regia di Albert McCleery – film TV (1955)
- The Man Who Tore Down the Wall, regia di Albert McCleery – film TV (1955)
- The Promise, regia di Glenn Jordan – film TV (1955)
- The Public Defender – serie TV, un episodio (1955)
- Cavalcade of America – serie TV, un episodio (1955)
- Lucy ed io (I Love Lucy) – serie TV, un episodio (1955)
- It's a Great Life – serie TV, un episodio (1956)
- Telephone Time – serie TV, un episodio (1956)
- Noah's Ark – serie TV, un episodio (1956)
- Sheriff of Cochise – serie TV, 2 episodi (1956-1958)
- Navy Log – serie TV, episodio 2x07 (1956)
- La pattuglia della strada (Highway Patrol) – serie TV, un episodio (1956)
- The Millionaire – serie TV, un episodio (1957)
- Panico (Panic!) – serie TV, episodio 1x03 (1957)
- Broken Arrow – serie TV, un episodio (1957)
- The Ford Television Theatre – serie TV, 2 episodi (1957)
- Richard Diamond, Private Detective – serie TV, un episodio (1957)
- Goodyear Theatre – serie TV, episodio 1x01 (1957)
- Harbor Command – serie TV, episodi 1x04-1x08 (1957)
- Official Detective – serie TV, 2 episodi (1957)
- The Old Testament Scriptures – serie TV (1958)
- Sally – serie TV, un episodio (1958)
- State Trooper – serie TV, un episodio (1958)
- The George Burns and Gracie Allen Show – serie TV, 2 episodi (1955-1958)
- Dragnet – serie TV, 2 episodi (1957-1958)
- The Walter Winchell File – serie TV, 3 episodi (1957-1958)
- Tales of Wells Fargo – serie TV, un episodio (1958)
- Decision – serie TV, un episodio (1958)
- The Rough Riders – serie TV, episodio 1x02 (1958)
- The Silent Service – serie TV, un episodio (1958)
- Steve Canyon – serie TV, un episodio (1958)
- Flight – serie TV, episodio 1x24 (1958)
- L'uomo ombra (The Thin Man) – serie TV, episodio 2x15 (1959)
- Father Knows Best – serie TV, un episodio (1959)
- Frontier Doctor – serie TV, un episodio (1959)
- U.S. Marshal – serie TV, 6 episodi (1958-1959)
- Border Patrol – serie TV, un episodio (1959)
- Avventure in elicottero (Whirlybirds) – serie TV, 3 episodi (1958-1959)
- Letter to Loretta – serie TV, un episodio (1959)
- Tombstone Territory – serie TV, 2 episodi (1958-1959)
- Tightrope – serie TV, un episodio (1959)
- Philip Marlowe – serie TV, episodio 1x04 (1959)
- Five Fingers – serie TV, un episodio (1959)
- Ricercato vivo o morto (Wanted: Dead or Alive) – serie TV, episodio 2x12 (1959)
- Men Into Space – serie TV, episodio 1x14 (1960)
- The Texan – serie TV, episodio 2x30 (1960)
- Pony Express – serie TV, episodio 1x03 (1960)
- Perry Mason – serie TV, un episodio (1960)
- The Man from Blackhawk – serie TV, un episodio (1960)
- Mr. Lucky – serie TV, episodio 1x32 (1960)
- Tate – serie TV, un episodio (1960)
- Peter Gunn – serie TV, episodio 3x02 (1960)
- Hennesey – serie TV, 2 episodi (1959-1960)
- Michael Shayne - serie TV episodio 1x10 (1960)
- Bronco – serie TV, un episodio (1960)
- Assignment: Underwater – serie TV, un episodio (1960)
- The Rebel – serie TV, 2 episodi (1960)
- The Case of the Dangerous Robin – serie TV, un episodio (1960)
- The Renegade, regia di David Mainwaring – film TV (1960)
- Carovana (Stagecoach West) – serie TV, episodio 1x17 (1961)
- The Deputy – serie TV, un episodio (1961)
- Gli intoccabili (The Untouchables) – serie TV, un episodio (1961)
- Two Faces West – serie TV, un episodio (1961)
- The Asphalt Jungle – serie TV, un episodio (1961)
- Ai confini della realtà (The Twilight Zone) – serie TV, un episodio (1961)
- The Jack Benny Program – serie TV, un episodio (1961)
- Scacco matto (Checkmate) – serie TV, episodio 2x11 (1961)
- I detectives (The Detectives) – serie TV, episodi 3x01-3x07-3x14 (1961-1962)
- 87ª squadra (87th Precinct) – serie TV, un episodio (1962)
- Hawaiian Eye – serie TV, 2 episodi (1961-1962)
- Indirizzo permanente (77 Sunset Strip) – serie TV, episodio 4x40 (1962)
- Cheyenne – serie TV, un episodio (1962)
- Saints and Sinners – serie TV, un episodio (1962)
- Stoney Burke – serie TV, un episodio (1962)
- The Wide Country – serie TV, episodio 1x15 (1963)
- G.E. True – serie TV, episodio 1x27 (1963)
- Dakota (The Dakotas) – serie TV, episodio 1x19 (1963)
- The Outer Limits – serie TV, un episodio (1963)
- The Crisis (Kraft Suspense Theatre) – serie TV, un episodio (1963)
- Mr. Novak – serie TV, episodio 1x16 (1964)
- Sotto accusa (Arrest and Trial) – serie TV, episodio 1x17 (1964)
- Breaking Point – serie TV, un episodio (1964)
- Undicesima ora (The Eleventh Hour) – serie TV, un episodio (1964)
- Il dottor Kildare (Dr. Kildare) – serie TV, 3 episodi (1961-1964)
- The Fisher Family – serie TV, un episodio (1964)
- Twelve O'Clock High – serie TV, un episodio (1964)
- Special for Women: The Menace of Age – film TV (1964)
- The Andy Griffith Show – serie TV, 2 episodi (1962-1965)
- Organizzazione U.N.C.L.E. (The Man from U.N.C.L.E.) – serie TV, 2 episodi (1964-1965)
- Le spie (I Spy) – serie TV, episodio 1x15 (1966)
- Gomer Pyle: USMC – serie TV, 2 episodi (1965-1966)
- Per favore non mangiate le margherite (Please Don't Eat the Daisies) – serie TV, un episodio (1966)
- Viaggio in fondo al mare (Voyage to the Bottom of the Sea) – serie TV, un episodio (1966)
- Il fuggiasco (The Fugitive) – serie TV, un episodio (1966)
- Insight – serie TV, un episodio (1966)
- Daniel Boone – serie TV, un episodio (1966)
- I giorni della nostra vita – serie TV (Days of Our Lives) (1965)
- Tarzan – serie TV, episodio 1x30 (1967)
- Gli invasori (The Invaders) – serie TV, un episodio (1967)
- Bonanza – serie TV, 7 episodi (1960-1968)
- Lassie – serie TV, 3 episodi (1961-1968)
- Dragnet 1966 – film TV (1969)
- Dragnet 1967 – serie TV, 7 episodi (1967-1970)
- Il virginiano (The Virginian) – serie TV, 3 episodi (1963-1970)
- The Brotherhood of the Bell – film TV (1970)
- Uomini di legge (Storefront Lawyers) – serie TV, un episodio (1970)
- F.B.I. (The F.B.I.) – serie TV, 2 episodi (1965-1971)
- La famiglia Smith (The Smith Family) – serie TV, un episodio (1971)
- Io e i miei tre figli (My Three Sons) – serie TV, 3 episodi (1966-1971)
- Marcus Welby (Marcus Welby, M.D.) – serie TV, 2 episodi (1970-1972)
- Sesto senso (The Sixth Sense) – serie TV, un episodio (1972)
- Search – serie TV, un episodio (1973)
- Il tenente Kojak (Kojak) – serie TV, un episodio (1973)
- A Cry in the Wilderness – film TV (1974)
- Ironside – serie TV, 3 episodi (1969-1974)
- Lincoln – serie TV, un episodio (1974)
- Sulle strade della California (Police Story) – serie TV, un episodio (1974)
- Gunsmoke – serie TV, 29 episodi (1957-1975)
- Barnaby Jones – serie TV, un episodio (1975)
- Cannon – serie TV, un episodio (1975)
- Le strade di San Francisco (The Streets of San Francisco) – serie TV, 2 episodi (1975-1977)
- Quincy (Quincy M.E.) – serie TV, 3 episodi (1977-1979)